# BHP

Logotipo da BHP Billiton que mudou o nome até 2017

BHP é uma mineradora e petrolífera australiana multinacional sediada em Melbourne, Austrália. Em 2013, era a maior empresa de mineração do mundo em termos de receitas.
A BHP foi criada em 2001 através da fusão da australiana Broken Hill Proprietary Company Limited (BHP) e da anglo-holandesa Billiton, com o nome de BHP Billiton. O resultado é uma empresa em duas bolsas de valores. Na Austrália, é listada na Australian Securities Exchange como BHP Billiton Limited e é uma das maiores empresas do país por capitalização de mercado. No Reino Unido, a mineradora é registrada como BHP Billiton Plc e é cotada na Bolsa de Valores de Londres, sendo um componente do índice FTSE 100.
Ela tinha uma capitalização de mercado de cerca de 41,5 bilhões de libras esterlinas em 19 de agosto de 2014, quando a BHP Billiton anunciou que iria criar uma empresa global de metais e mineração com autonomia, com base em uma seleção de seus ativos de alumínio, carvão, manganês, níquel e prata. A entidade recém-formada, a South32, vai abrigar ativos não essenciais da empresa.

## Fundação Renova
Após a assinatura de um Termo de Transação de Ajustamento de Conduta (TTAC) entre a Samarco e suas controladoras, Vale e BHP Billiton, com os governos federal e dos Estados de Minas Gerais e Espírito Santo, foi criada a Fundação Renova, instituição responsável por conduzir os programas de reparação, restauração e recuperação socioeconômica e socioambiental nas áreas impactadas pelo rompimento da barragem de Fundão.